# Rab Tibor
Rab Tibor (Gödöllő, 1955. október 2. –) magyar labdarúgó, hátvéd, beállós, edző.
Felesége Kelemen Márta olimpiai bronzérmes tornász (1972, München).

## Pályafutása

### Klubcsapatban
A Ferencvárosi TC saját nevelésű játékosa. 1974-től 1986-ig 12 idényen át szerepelt a zöld-fehéreknél. Ezután már játékos-edzőként az alsóbb osztályú Monori SE-nél töltött két évet. Ugyanilyen minőségben négy évig a burgenlandi SC Gattendorf (Lajtakáta) alkalmazásában állt.

### A válogatottban
A magyar válogatottban 20 alkalommal szerepelt 1975 és 1982 között. Az 1978-as argentínai és az 1982-es spanyolországi világbajnokságon szereplő csapat tagja.

## Sikerei, díjai
- Magyar bajnokság
  - bajnok: 1975–1976, 1980–1981
- Magyar Népköztársasági Kupa (MNK)
  - győztes: 1975–1976, 1977–1978
- Kupagyőztesek Európa-kupája (KEK)
  - döntős: 1974–1975

- FTC Fair-Play-díj: 1976
- Toldi-vándordíj: 1977–78
- az FTC örökös bajnoka: 1981

## Statisztika

### Mérkőzései a válogatottban
| Magyarország | Magyarország         | Magyarország                                  | Magyarország  | Magyarország | Magyarország | Magyarország       | Magyarország | Magyarország |
| #            | Dátum                | Helyszín                                      | Hazai         | Eredmény     | Vendég       | Kiírás             | Gólok        | Esemény      |
| ------------ | -------------------- | --------------------------------------------- | ------------- | ------------ | ------------ | ------------------ | ------------ | ------------ |
| 1.           | 1975. szeptember 24. | Budapest, Népstadion                          | Magyarország  | 2 – 1        | Ausztria     | Eb-selejtező       | -            |              |
| 2.           | 1975. október 8.     | Łódź                                          | Lengyelország | 4 – 2        | Magyarország | barátságos         | -            |              |
| 3.           | 1975. október 15.    | Pozsony, Tehelny pole                         | Csehszlovákia | 1 – 1        | Magyarország | barátságos         | -            |              |
| 4.           | 1975. október 19.    | Szombathely, Rohonci úti stadion              | Magyarország  | 8 – 1        | Luxemburg    | Eb-selejtező       | -            |              |
|              | 1976. február 4.     | Mexikóváros                                   | Mexikó        | 4 – 1        | Magyarország | barátságos         | -            |              |
|              | 1976. február 9.     | San Salvador                                  | Salvador      | 1 – 2        | Magyarország | barátságos         | -            |              |
| 5.           | 1976. március 27.    | Budapest, Népstadion                          | Magyarország  | 2 – 0        | Argentína    | barátságos         | -            |              |
| 6.           | 1976. április 17.    | Banja Luka                                    | Jugoszlávia   | 0 – 0        | Magyarország | barátságos         | -            |              |
| 7.           | 1976. június 12.     | Budapest, Népstadion                          | Magyarország  | 2 – 0        | Ausztria     | barátságos         | -            | 84'          |
| 8.           | 1976. szeptember 22. | Kelet-Berlin, Friedrich-Ludwig-Jahn-Sportpark | NDK           | 1 – 1        | Magyarország | barátságos         | -            |              |
| 9.           | 1976. október 13.    | Bécs, Práter stadion                          | Ausztria      | 2 – 4        | Magyarország | barátságos         | -            | 46'          |
| 10.          | 1977. február 9.     | Lima                                          | Peru          | 3 – 2        | Magyarország | barátságos         | -            |              |
| 11.          | 1977. november 9.    | Prága, Letná-stadion                          | Csehszlovákia | 1 – 1        | Magyarország | barátságos         | -            | 63'          |
| 12.          | 1979. március 28.    | Budapest, Népstadion                          | Magyarország  | 3 – 0        | NDK          | barátságos         | -            | 79'          |
| 13.          | 1979. április 4.     | Chorzów, Slask-stadion                        | Lengyelország | 1 – 1        | Magyarország | barátságos         | -            | 80'          |
|              | 1979. április 18.    | Pitești                                       | Románia       | 2 – 0        | Magyarország | olimpiai selejtező | -            | 37'          |
| 14.          | 1979. május 19.      | Tbiliszi                                      | Szovjetunió   | 2 – 2        | Magyarország | Eb-selejtező       | -            | 63'          |
|              | 1979. május 30.      | Miskolc-Diósgyőr, DVTK-stadion                | Magyarország  | 3 – 0        | Románia      | olimpiai selejtező | -            |              |
| 15.          | 1981. szeptember 23. | Bukarest, Augusztus 23. Stadion               | Románia       | 0 – 0        | Magyarország | vb-selejtező       | -            |              |
| 16.          | 1982. február 11.    | Auckland, Smart-stadion                       | Új-Zéland     | 1 – 2        | Magyarország | barátságos         | -            |              |
| 17.          | 1982. február 14.    | Christchurch, II. Erzsébet Stadion            | Új-Zéland     | 1 – 2        | Magyarország | barátságos         | -            |              |
| 18.          | 1982. március 24.    | Budapest, Népstadion                          | Magyarország  | 2 – 3        | Ausztria     | barátságos         | -            |              |
| 19.          | 1982. április 18.    | Budapest, Népstadion                          | Magyarország  | 1 – 2        | Peru         | barátságos         | -            |              |
| 20.          | 1982. június 18.     | Alicante, Estadio José Rico Pérez (ESP)       | Argentína     | 4 – 1        | Magyarország | vb-csoportkör      | -            |              |
|              | Összesen             |                                               |               | 20           | mérkőzés     |                    | 0            | gól          |